# مكران (سفينة حربية)
مكران 441: هي أكبر سفينة عسكرية حاملة للمروحيات في تأريخ جمهورية إيران. والتي تم تطويرها بجهود الخبراء والمهندسين الإيرانيين بمجمع الصناعات الإستراتيجية في بحرية جمهورية إيران. لدعم الأساطيل القتالية التابعة للبحرية الإيرانية في المياه الدولية والإقليمية، فهي جزء من مشروع إنشاء قاعدة بحرية في شمال المحيط الهندي. وهي مسؤولة بشكل خاص عن شمال المحيط الهندي ومضيق باب المندب والبحر الأحمر. ووصف تقرير للجيش الإيراني السفينة بالجزيرة المتنقلة، حيث يبلغ وزنها 121 ألف طن، ويبلغ طولها 236 متراً، وتضم منصة لإطلاق وهبوط المروحيات بوزن 950 طناً وبمساحة 3200 متر مربع. ويمكن للسفينة حمل من 6 إلى 7 طائرات هليكوبتر في وقتٍ واحد وطائرات مسيرة، وحمل 82 ألف طن من مختلف وحدات الدعم القتالية، وقادرة على الإبحار ألف يوم وليلة دون إتصال بالساحل. كما وأنها تضم معدات للحرب الإلكترونية والرصد. كما تضم سفينة مكران منظومات معلوماتية لجمع وتحليل المعلومات، وفيها أيضاً منظومات لتوجيه الطائرات المسيرة. يُذكَر ان جمهورية إيران تمكنت ولأول مرة من الوصول إلى المحيط الأطلسي وذلك بعد ان أرسلت سفينتها الحربية مكران ومدمرة سهند إيرانية الصنع إلى المحيط الأطلسي، وأوضح مسؤلين أمريكيين ان السبب وراء إرسال إيران للسفن في إتجاه نصف الكرة الغربي لا يزال لغزاً، وكذلك حمولتها".

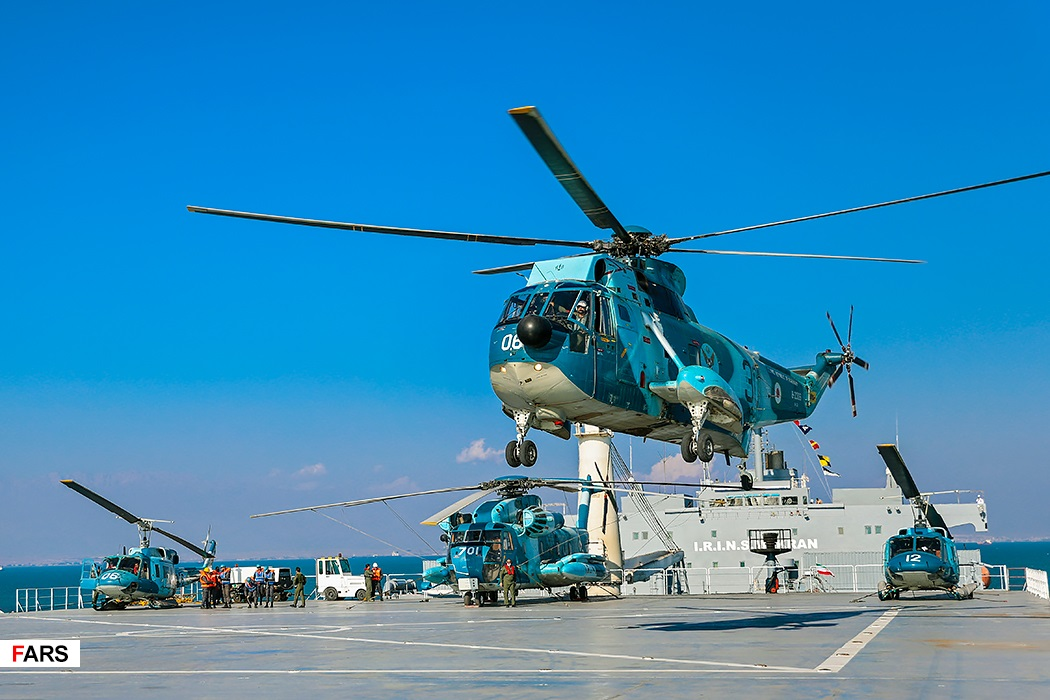
منطقة هبوط طائرات الهليكوبتر في سفينة مكران العسكرية

## مواصفات السفينة
ان سفينة مكران العسكرية، مزودة بمدرج لهبوط المروحيات ومعدات وأنظمة دفاعية وهجومية متنوعة، وتتمتع بالقدرة على السفر لمسافات طويلة ومجهزة لتدمير أي تهديد جوي أو بري أو بحري. وقد تسلمت البحرية الإيرانية سفينتين حربيتين سنة 2021م من بينها السفينة العسكرية الإيرانية مكران، في مراسم نقلها التلفزيون الحكومي، يأتي تسلم السفينتين بعد أن أعلن الجيش الإيراني دخول سرب إيراني صغير لأول مرة إلى المحيط الأطلسي بهدف «تعزيز قدراته البحرية». كما ان السفينة الحربية مكران قادرة على ان تعمل كقاعدة «جوية –بحرية» متحركة وان تدعم عمليات القوات الخاصة وكذلك العمليات الصاروخية بحملها مروحيات كاسحة للألغام ومضادة للغواصات والقتال السطحي. ومن الإمكانيات الأخرى للسفينة، نقل فوج من القوات الخاصة البحرية لتنفيذ عمليات في المياه البعيدة عبر استخدام زوارق سريعة وغواصات ومروحيات. وهذه السفينة المزودة بأنواع المنظومات الحديثة لجمع المعلومات يمكنها ان تؤدي دور سفينة إستخبارية لتنفيذ المهام الموكلة بها وجمع المعلومات وتحليلها وان تضعها من مسافات بعيدة تحت تصرف مراكز القيادة والسيطرة في الساحل. وتُستَخدَم السفينة مكران كقاعدة إستخبارية بعيدة ومحطة سيطرة وتوجيه الطائرات المسيرة للتحليق في العمق. كما ان هذه السفينة بصفتها سفينة مرفئية قادرة على تقديم الخدمات الفنية واللوجستية العشرة كالماء والوقود والعتاد وغير ذلك. وقد تم في المرحلة الأولى تغيير نوع السفينة من تجارية إلى لوجستية عسكرية خلال 6 أشهر فيما سيتم في المرحلة الثانية تسليحها بمختلف أنواع الأسلحة الدفاعية والهجومية، كما تتضمن المرحلة الثانية تزويد السفينة بإمكانيات طبية على مستوى مستشفى.

## مهمة السفينة
تتمثل مهمة سفينة مكران في إرساء الأمن البحري في منطقة رأس الحد وخليج عدن والبحر الأحمر ومضيق باب المندب، ومن مهامها أيضاً تقديم خدمات للسفن العسكرية والمدنية. وقال الجيش الإيراني إن السفينة «مكران» يمكن أن تعمل كقاعدة جوية متنقلة لدعم عمليات القوات الخاصة، وكذلك عمليات الصواريخ باستخدام كاسحات الألغام والمروحيات المضادة للغواصات والمروحيات القتالية السطحية، وجمع المعلومات الإستخباراتية وإرسالها إلى مراكز القيادة، إضافةً إلى التحكم بالطائرات بدون طيار وتوجيهها للرحلات بعيدة المدى.

## تسليم السفينة الحربية للقوات البحرية الإيرانية
إنضمت سفينة مكران الحربية الضخمة إلى قطعات القوة البحرية لجش الجمهورية الإسلامية الإيرانية خلال مناورات (إقتدار - 99) التي إنطلقت صباح يوم الأربعاء 13/1/2021 في سواحل مكران الإيرانية (جنوب شرق إيران) وصولاً إلى شمال المحيط الهندي. وتم تدشين السفينة الجديدة بحضور رئيس أركان القوات المسلحة الإيرانية اللواء محمد باقري وقائد الجيش الإيراني اللواء عبد الرحيم موسوي وقادة القوة البحرية للجيش وحرس الثورة الإسلامية، وستكون المهمة القادمة لسفينة مكران حماية الأمن البحري في منطقة رأس الحد وخليج عدن وباب المندب والبحر الأحمر.

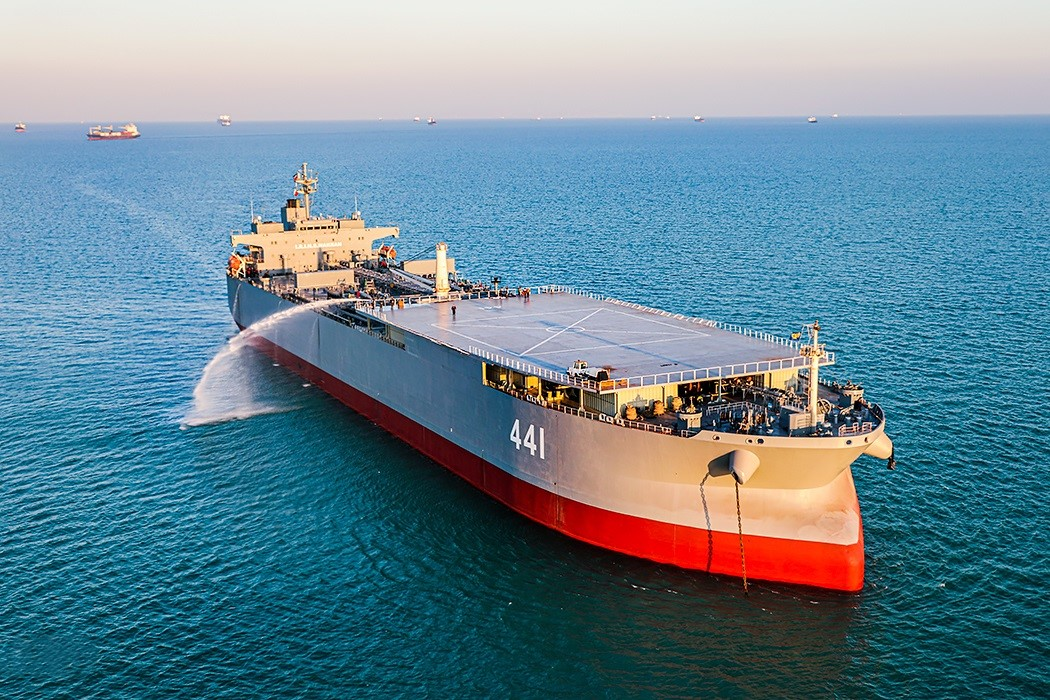
منظر عام لسفينة مكران العسكرية الحاملة للمروحيات

## دخول المحيط الأطلسي لأول مرة
إعتادت الدول الكبرى إرسال أساطيلها إلى أعالي البحار وخاصةً الولايات المتحدة وروسيا ومؤخراً الصين ونسبياً بريطانيا وفرنسا، لكن جاء وافداً جديداً إلى المشهد الجيوسياسي البحري وهو إيران. حيث يتعلق الأمر بوصول سفن حربية إيرانية إلى المحيط الأطلسي. فقد تمكن الأسطول البحري الإيراني من دخول المحيط الأطلسي لأول مرة. وذلك بعد أن أبحرت بارجتان حربيتان إيرانيتان وهما سفينة مكران الحربية والمدمرة سهند إلى المحيط الأطلسي في مهمة نادرة بعيداً عن أراضي جمهورية إيران، وفقاً لما نقله التلفزيون الرسمي الإيراني. وتأتي رحلة المدمرة الجديدة «سهند»، محلية الصنع، وسفينة «مكران»، فيما قالت تقارير إعلامية نقلاً عن مسؤولين أمريكيين لم تسمهم، إن السفينتين في طريقهما إلى فنزويلا، حسب شبكة CNN الأمريكية. وغادرت السفينتان في وقتٍ سابق ميناء بندر عباس جنوبي جمهورية إيران، وفقاً لمساعد القائد العام للجيش الإيراني الأميرال حبيب الله سياري، الذي قال إن السفينتين الموجودتين الآن في شمال الأطلسي قامتا بالفعل بأطول رحلة بحرية إيرانية وأكثرها تحدياً، وستواصلان طريقهما، دون الخوض في تفاصيل المسار. ونشر التلفزيون الإيراني مقطعاً مصوراً قصيراً للمدمرة وهي تبحر عبر أمواج المحيط الأطلسي الهائجة، فيما يبدو أن المقطع صُوِرَ على الأرجح من السفينة الحربية مكران.

## ردود أفعال
الولايات المتحدة:
- وزارة الدفاع الأمريكية: أقر وزير الدفاع الأميركي لويد أوستن بأن بلاده قلقة حيال وجود سفينتين إيرانيتين في المحيط الأطلسي يبدو أنهما تحملان أسلحة موجهة لفنزويلا، غير أنه بقي متحفظاً لناحية وجود أي خطط محتملة لمنع نقل هذه الأسلحة. ونشرت وسائل إعلام أميركية عدة، خلال الأيام الأخيرة، صوراً مأخوذة بالأقمار الصناعية تُظهِر إحدى السفينتين الإيرانيتين، «مكران»، محملة ستة زوارق سريعة مماثلة لتلك التي يستخدمها الحرس الثوري الإيراني في الخليج، لكن البنتاغون كان قد رفض في وقت سابق التعليق على ذلك.[34]

- المخابرات الأمريكية: وفقاً لتقارير المخابرات الأميركية، فإن سفينة مكران الحربية تحمل قوارب حربية عالية السرعة. وفي وقتٍ سابق نقلت صحيفة (بوليتيكو) عن 3 مسؤولين أميركيين قولهم إن واشنطن ضغطت دبلوماسياً على كوبا وفنزويلا لمنع سفينتين إيرانيتين من الرسو في موانئهما. وقال مسؤول أميركي كبير لصحيفة «بوليتيكو» إن السفن كانت تحمل على ما يبدو أسلحة وقعت فنزويلا عقد شرائها مع إيران، العام الماضي. ولم يحدد المسؤول الأميركي نوع السلاح، لكن التقارير التي صدرت الصيف الماضي أشارت إلى شراء صواريخ، منها صواريخ بعيدة المدى.[9][35][36]

- المعهد البحري للولايات المتحدة: نشر موقع (المعهد البحري للولايات المتحدة)، صوراً ألتُقِطَت بالأقمار الصناعية، تظهر السفينة الحربية الإيرانية «مكران»، وهي تتجه إلى فنزويلا وعلى متنها معدات عسكرية.[37] وتُظهِر الصورة التي إلتقطتها شركة «ماكسار»، السفينة التابعة للبحرية الإيرانية «مكران»، وهي راسية في ميناء بندر عباس وعلى متنها سبعة زوارق هجومية عالية السرعة. ووفقاً لموقع المعهد البحري فإن هذه الزوارق، المجهزة بطوربيدات وصواريخ، هي ذاتها التي إستخدمها الحرس الثوري الإيراني لمضايقة السفن الأميركية في الخليج العربي خلال الفترة الماضية. ورجح الموقع أن تكون السفينة محملة بمعدات عسكرية أخرى لا يمكن رؤيتها بوضوح من خلال الصور الملتقطة عبر الأقمار الصناعية، لأن بعض أجزاء السفينة تمت تغطيتها. وأشار أيضاً إلى أن فنزويلا ربما تحاول الحصول على هذه الزوارق من أجل عرقلة حركة الملاحة في قناة بنما الحيوية القريبة من السواحل الفنزويلية.[38][39][40][41]

 حلف شمال الأطلسي: حذر قائد القيادة العليا لحلف شمال الأطلسي (الناتو)، جيمس ستافريديس، من الخطر المحتمل من توجه سفينة النقل البحري الإيرانية «ماكران» نحو فنزويلا، معتبراً أنها التهديد الجديد الذي يواجه الولايات المتحدة من قبل طهران. وقال ستافريديس، في مقال كتبه في شبكة «بلومبرج» الأمريكية، إنه على مدار الأسبوعين الماضيين، كانت السفينة البحرية الإيرانية الضخمة، ماكران، تبحر عبر المحيط الأطلسي، وقيل إنها متجهة إلى منطقة البحر الكاريبي، ولكن هناك حمولة مميتة موجودة على متن هذه السفينة الحربية: سبعة زوارق هجومية صاروخية عالية السرعة، والتي ربما تكون متجهة إلى فنزويلا. وأشار ستافريديس إلى أن الزوارق السريعة من فئة (بيكاب الإيرانية)، والتي عادةً ما يتم تشغيلها من قبل الحرس الثوري الإيراني، والتي يبلغ طولها حوالي 60 قدماً (18.3متراً)، ويمكنها حمل صاروخين مضادين للسفن يبلغ مداهما ما يقرب من 20 ميلاً في وضع سطح-سطح، بالإضافة إلى زوج من الطوربيدات (صواريخ تستعمل لمحاربة السفن ويمكن إطلاقها من غواصة أو من طائرة)، لافتاً إلى بعض التقارير التي أفادت بأنه ربما تكون هناك فرقاطة إيرانية ترافق سفينة ماكران.
 إيران:
- الرئيس الإيراني حسن روحاني: قال الرئيس الإيراني حسن روحاني في كلمته، "أَنجزت وزارة الدفاع الإيرانية عملاً ضخماً اليوم بتوفير سفينتين لجيش جمهورية إيران الإسلامية.

- قائد القوة البحرية للجيش الإيراني: أكد قائد القوة البحرية للجيش الإيراني الأدميرال حسين خانزادي، ان سفينة مكران الحربية الحاملة للمروحيات جسدت وعي وذكاء الشباب الإيراني الذي يستطيع توظيف كافة الإمكانيات والطاقات للدفع بعجلة التقدم والإزدهار في البلاد نحو الأمام. تصريحات الأدميرال خانزادي هذه، جاءت خلال مراسم إلحاق «بارجة زره» القاذفة للصواريخ وأيضاً «سفينة مكران» الحربية الحاملة للمروحيات إلى أسطول الجنوب التابع لبحرية الجيش الإيراني. وأضاف قائد القوة البحرية: ان سواحل مكران وبحر عمان تشهد اليوم ملحمة في سياق الاستقلال والإكتفاء الذاتي. ولفت إلى ان بارجة زره التي إنضمت إلى أسطول الجنوب في المنطقة الثالثة للقوة البحرية للجيش الإيراني بمدينة كنارك (بمحافظة سيستان وبلوجستان – جنوب شرق)، هي سفينة سريعة ومقتدرة، أُنتِجَت بفضل الجهود الدؤوبة والسواعد القوية للمهندسين والمصنعين الإيرانيين في بحرية الجيش، وأيضاً حماية وزارة الدفاع المستدامة وتعاون جميع المراكز العلمية والصناعية والجامعية في إيران. وأضاف، ان هذه البارجة دخلت الخدمة اليوم للقيام بدوريات بحرية في سياق تعزيز الأمن على صعيد البحار.[43][44][45][46][47]

- نائب منسق الجيش الإيراني:  قال نائب منسق الجيش الإيراني الأدميرال حبيب الله سياري في تصريحٍ له، إن "الأسطول الذي أبحر لأول مرة إلى المحيط الأطلسي يضم سفينة مكران الحربية ومدمرة سهند الإيرانية الصنع". وأضاف سياري أن التواجد في المياه الدولية هو "حق غير قابل للتصرف لبحرية الجيش الإيراني وسنواصل هذا المسار بقوة".[48] وأضاف سياري: "تعمل البحرية على تحسين قدراتها وإثبات قدرتها على تحمل البحار والظروف الجوية غير المواتية في المحيط الأطلسي"، مضيفاً أن السفينتين الحربيتين لن ترسوا في أي ميناء خلال المهمة.[30][49][50][51] وتابع: "إيران بتواجدها القوي في المياه البعيدة تدعم تعزيز الدبلوماسية السياسية للبلاد والتعاون وتبادل المعلومات والمعرفة مع القوى البحرية للدول الأخرى في العالم فضلاً عن أن ضباطنا الشباب يكتسبون في هذه المهمات خبرات قيمة في المياه البعيدة بحضورهم لفترة طويلة في المحيطات". وشدد سياري على أن "تواجد القوة البحرية الإستراتيجية لجيش الجمهورية الإسلامية الإيرانية على بعد آلاف الكيلومترات من سواحل إيران سيعزز عمقها الإستراتيجي وبالتالي سيعني تحقيق المزيد من العزة للبلاد". وأشار مع ذلك إلى أن "مثل هذه الأنشطة والمهمات لا تُعَد تهديداً لأي دولة بل يمكنها أن تكون مفيدة في إطار تحالفات مختلفة لصون أمن الدول وأن تكون فاعلة في مسار مكافحة الإرهاب البحري وتعزيز عمليات الإنقاذ البحري.[52][53][54][55][56][57][58][59][60][61][62]

## معرض الصور

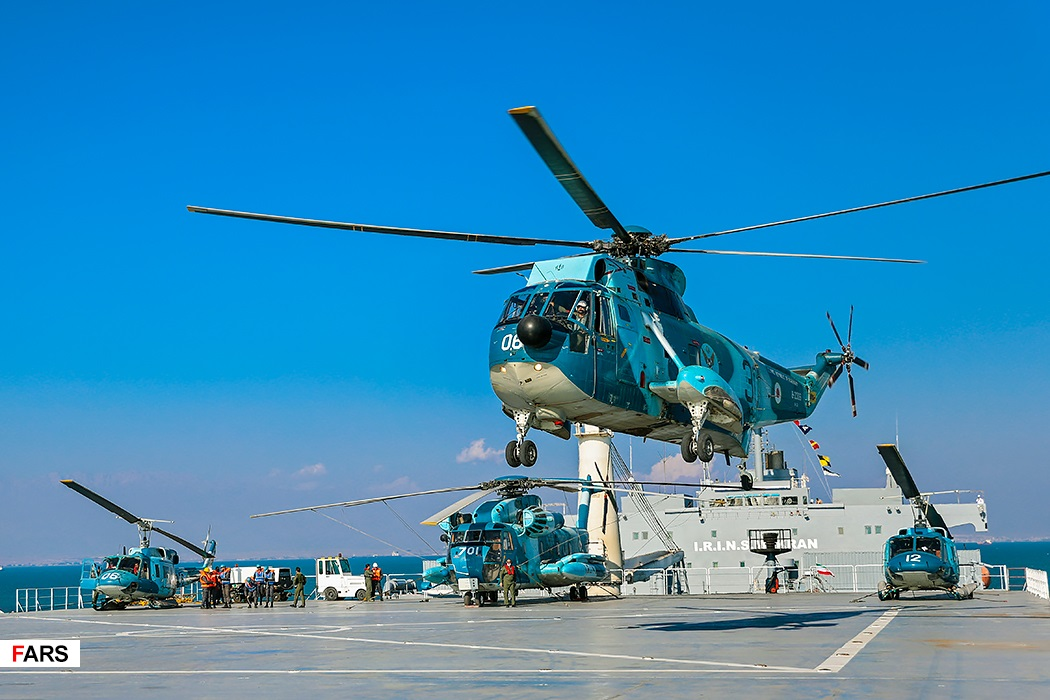
منطقة هبوط طائرات الهليكوبتر في سفينة مكران العسكرية

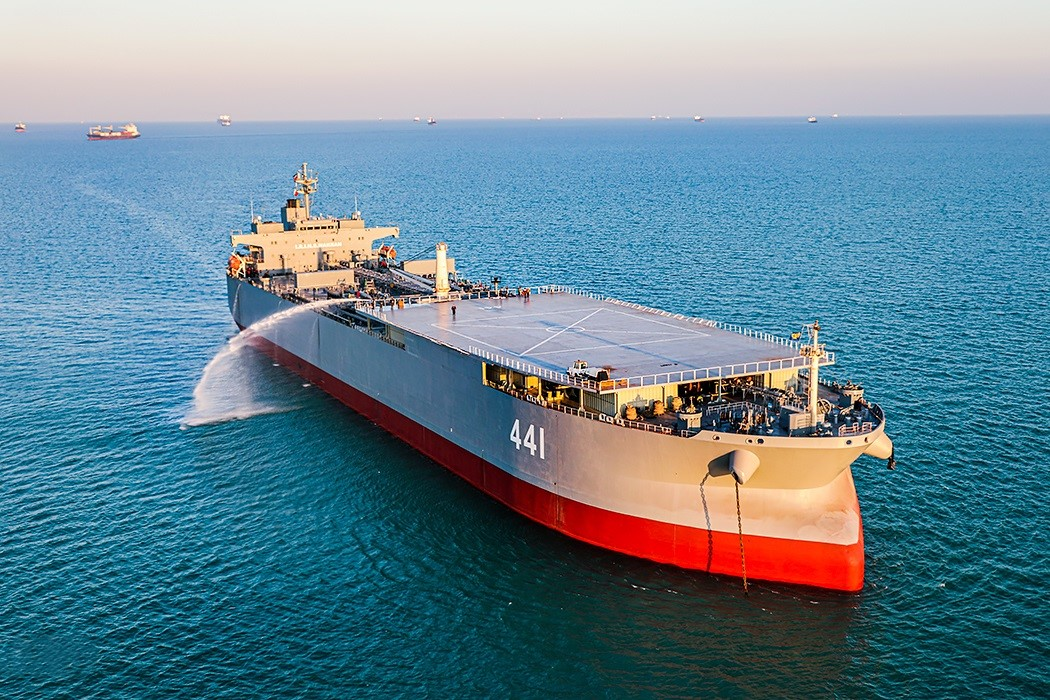
منظر عام لسفينة مكران العسكرية الحاملة للمروحيات